# Melanospora exsola
Melanospora exsola är en svampart som beskrevs av Bat. & H.P. Upadhyay 1965. Melanospora exsola ingår i släktet Melanospora och familjen Ceratostomataceae.   Inga underarter finns listade i Catalogue of Life.